# Der Schuster Aiolos
Der Schuster Aiolos is een toneelstuk van de Zwitser Arnold Kübler.

## Toneelstuk
Kübler schreef deze komedie in drie akten in 1922. De eerste voorstelling van het toneelstuk vond plaats in het Neues Volkstheater Berlin in Potsdam op 8 april 1922. Het betekende het eerste succes voor de schrijver. De schrijver woonde toen in Berlijn en verdiende de kost als acteur. Het werd rond die tijd regelmatig gespeeld. In 2010 stond het werk nog op de planken in Zwitserland. De hoofdrol is weggelegd voor de Griekse schoenmaker Aiolos, die op de troon belandt. Een andere rol is weggelegd voor Portia, zijn vrouw. Het werk was een indirecte satire op de Duitse keizer. 
In 1970 verscheen een televisiefilm van het toneelstuk onder regisseur Ettore Cella met Peter Oehme in de hoofdrol.

## Muziek
Op 13 september 1923 kwam het toneelstuk naar het Nationaltheatret in Oslo voor een elftal voorstellingen. Het werd gespeeld in een vertaling van Hans Wiers-Jenssen (Skomakeren paa tronen). De huiscomponist en -dirigent Johan Halvorsen koos een aantal werken uit om het door Bjørn Bjørnson geregisseerde werk te omlijsten: 
- een ouverture van Gioacchino Rossini
- Giaconda van Amilcare Ponchielli
- balletmuziek van Camille Saint-Saëns

Zelf leverde Halvorsen ook nog enige muziek, maar dat paste op enkele bladzijden muziek. Na de voorstellingen verdween de muziek in manuscriptvorm in een map, die na de dood van de componist in het bezit kwam van de Nationale Bibliotheek van Noorwegen.